# Неер, Андре
Андре́ Нее́р (фр. André Neher); 1914, Оберне, Франция (тогда Обернхайм, Эльзас-Лотарингия, Германия) — 1988, Иерусалим) — религиозный философ-экзистенциалист, теолог, французский и израильский писатель.

## Биография
Родился в еврейской семье в Оберне, тогдашней Лотарингии, которая стала снова Францией в результате Первой мировой войны. Учился и занимал должность профессора в Страсбурге вплоть до 1960-х годов. В годы Второй мировой войны скрывался от нацистов. Основал во Франции центр изучения иудаики, много способствовал улучшению отношения к сионизму. После Шестидневной войны вместе с женой Рене Неер-Бернхайм переселился в Иерусалим и преподавал в израильских университетах, прежде всего Тель-Авивском. В 1973 году Неер удостоился премии президента Израиля. Писал по большей части на французском, последние книги - на иврите.

## Философия Неера
Философия Андре Неера соединяет в себе религиозное направление французского экзистенциализма с духом древних еврейских источников. Некоторые его работы были чисто философскими, как Трансцендентность и имманентость, в других дух пророков проявляется сильнее, как в Амос, вклад в изучение пророчества. Кроме того, он внёс вклад в изучение истории философии, особенно Махарала из Праги, а также в историю науки, особенно про Давида Ганса.

### Человек
На характерный для экзистенциалистов вопрос, каков смысл существования человека, Неер цитирует книгу Бытия: «сотворим человека» (Быт. 1:26), почему множественное число? Потому, отвечает он вместе с Махаралем, что человек — партнёр Бога по сотворению себя. У нерелигиозных экзистенциалистов отсутствие Бога придаёт важность самоопределению смысла существования человека. У Неера важность определения смысла человека проистекает из ответственности, возложенной на него Богом.

### Мир
Для определения смысла истории и мира вообще, Неер использует другой библейский источник — книгу Екклесиаста. Да, всё суета сует, причём слово «суета» от того же корня, что и имя «Авель». Но и все материальные приобретения тоже суета, и слово «приобретение» от того же корня, что и имя «Каин». Так что и томление духа, и материя, дела Авеля и Каина — суета. А что же нет? На это Неер приводит конец книги Екклесиаста: «всё услышано». Бог сохраняет всё, поэтому прошедшее не пропало, а продолжает играть роль.

### Пророчество
Пророк отождествляется с Божественным пафосом, но иногда пророчество может выразиться в голосе тонкой тишины, в молчании. Безмолвие Бога указывает человеку на тайны, непостижимые земному уму.